# مقاطعة تيرانا
مقاطعة تيرانا (بالألبانية:  Qarku i Tiranës) هي واحدة من 12 مقاطعة في ألبانيا. عدد سكانها في تعداد 2011 بلغ 749365، في مساحة 1652 كيلومتر مربع. وعاصمتها هي مدينة تيرانا.